# 小行星5292
小行星5292（英語：5292）是一颗围绕太阳公转的小行星。1991年1月12日，H. Shiozawa、鬼沢稔在藤枝市发现了此天体。
这颗小行星的绝对星等为261.2883226016331等。